# ヤエヤマサソリ
ヤエヤマサソリ（八重山蠍、学名 Liocheles australasiae (Fabricius,1775)）は、クモガタ綱サソリ目オボソサソリ科に属するサソリである。別名ミナミアジアナメラカハサミサソリ。日本に産するサソリ2種のうちの1つで、人に対する危険は少ない。

## 概説
日本に分布するサソリとしてマダラサソリ(Isometrus maculatus)と共に、「ヤエヤマサソリ」として広く知られている。その名の通り日本では主に八重山諸島に分布している。
雌性産生単為生殖が出来、雌1匹だけで殖えることが可能。これが要因で分布域を広げていると考えられる。オスはオセアニア(オーストラリア及びパプアニューギニア) (Koch,1977)とタイ(L.Monod&L.Prendini, 2014)でのみ発見されており、日本を含む他の地域ではオスは発見されていない。

## 特徴
体長は約20mm。大型個体は30mmを超える。全身はほぼ暗褐色で、鋏状の触肢は褐色。毒嚢の部分は黄色。
体は扁平。頭胸部を覆う背甲の前方両側面にはそれぞれ3対の側眼、中央には1対2個の中眼がある。その腹側を覆う胸板は前が尖ったはっきりした五角形。腹部の腹面前方にある櫛状板は、その歯が太短い円柱状で4-8と数が少ない。
後腹部は細く、先端の毒針は下に曲がる。副針はない。

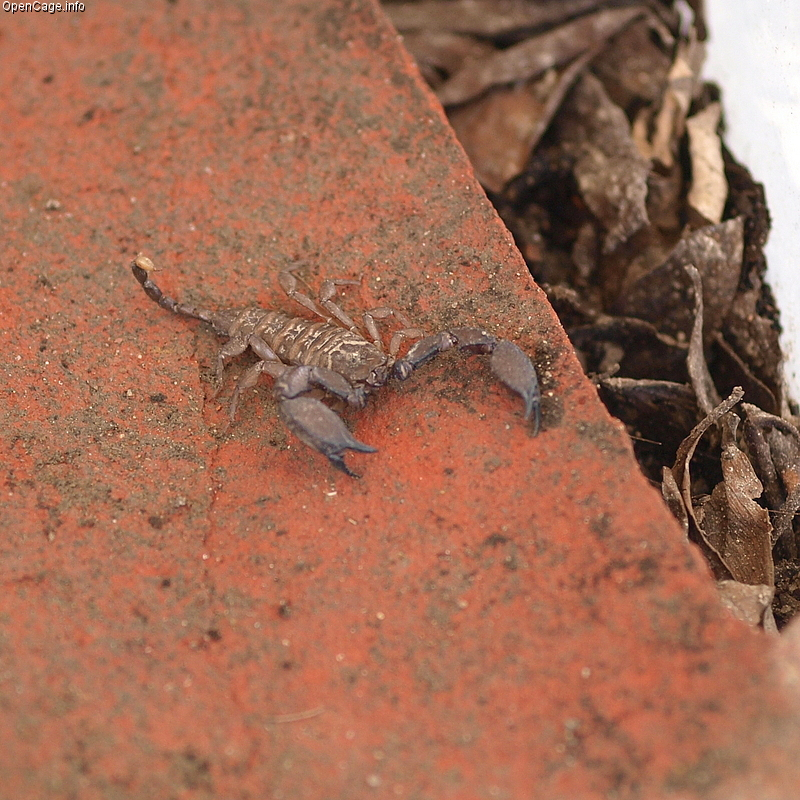
ヤエヤマサソリ

なお、雄の特徴として腹部が小さく、触肢の鋏の形状が異なる。

## 分布
東アジアや南アジア、東南アジア、ポリネシア、オセアニアにかけて広く分布する種類。詳しくは以下の通り。
リユニオン、 ミャンマー、インド (アンダマン諸島ニコバル諸島含む)、バングラデシュ、スリランカ、台湾、韓国（絶滅？）、日本、タイ、ベトナム、マレーシア、フィリピン、マリアナ諸島、マーシャル諸島、インドネシア、オーストラリア(クリスマス諸島ココス諸島含む)、パプアニューギニア(ビスマルク諸島含む)、ソロモン諸島(バニコロ島サンタクルス島含む)、バヌアツ(ニューヘブリディーズ諸島)、ツバル(フナフティ島)、ミクロネシア(キャロライン諸島、ヤップ)、フィジー、トンガ、サモア、ポリネシア (タヒチ)、ポナペ、ニューブリテン、ニューカレドニア(ロイヤリティ諸島含む)、ネパール?、ティモール、パラオ、中国
日本では沖縄諸島の一部、宮古諸島のほぼ全域、八重山諸島のほぼ全域に分布する。具体的には以下の通り。
| 島名             | 文献               |
| 座間味島         | 河合, 2021b        |
| 宮古島           | 下謝名, 1972       |
| 来間島           | 河合, 2021a        |
| 伊良部島         | 河合, 2020a        |
| 下地島(宮古島市) | 河合, 2020a        |
| 多良間島         | 下謝名, 1999       |
| 石垣島           | 下謝名, 1972       |
| 西表島           | 高島, 1942         |
| 小浜島           | 千木良・田中, 2004 |
| 竹富島           | 田中, 2012         |
| 黒島             | 唐沢・川添, 2005   |
| 波照間島         | 河合, 2020         |
| 与那国島         | 河合, 2020a        |

まれに、荷物などに紛れて本土の港湾などで発見された例がある。

## 生態
倒木や立ち枯れの木の樹皮下や落ち葉下などに生息している。
国内では宮古諸島において詳しい生息環境の調査がなされている。

## 生殖
雌性産生単為生殖が出来、雌1匹だけで殖えることが可能。
産まれた若虫は、すぐに雌成虫の背中に登り、ここで約１週間をなにも食べずに過ごす。それから母親の背中から降り、それ以降は自立して生活を始める。

### 単為生殖について
ヤエヤマサソリは雌性産生単為生殖によって雌だけで繁殖が可能であることが分かっている。
これは、先ず牧岡俊樹らが1984年頃より、西表島とマレーシアのキャメロンハイランドに於いて、この種で年間を通じて雄が出現しないことを発見したことに始まる。これを元に、西表島の個体群から雌の単独飼育による複数回の出産や単独飼育で3代までを得たことでこの可能性が強まった。山崎はさらにこれを徹底し、単独飼育で5代目までを得ることに成功し、さらにその単為発生の仕組みについても研究をした。
世界のサソリのうち、同様の単為生殖を行うとされているのは本種を含めて数種のみである。同属の他種で性比を調べられた例では、雌雄がほぼ1:1で存在するとみられる。また、本種についても地域によっては少数の雄が出現するとの報告もあり、部分的には通常の生殖も行われている可能性がある。

## 毒性
サソリは毒性が恐ろしいと必要以上に警戒されるが、この種の場合、刺された例を聞くことすらほとんどない。刺された場合にも軽く痛みを感じる程度とされている。そもそも、針があまりにも小さく貧弱であるため人間の皮膚を貫くことすらできない場合が多い。
なお、これは毒を持たないという意味ではなく、人間に対する毒性がごく弱いことを意味するだけである。サソリの毒は大型の天敵に対する防護にも使われるが、餌となる昆虫等を捕殺するためのものであり、実際にこの種の毒からは昆虫に特異的に効果を持つ成分が複数発見されている。

## 類似の種など

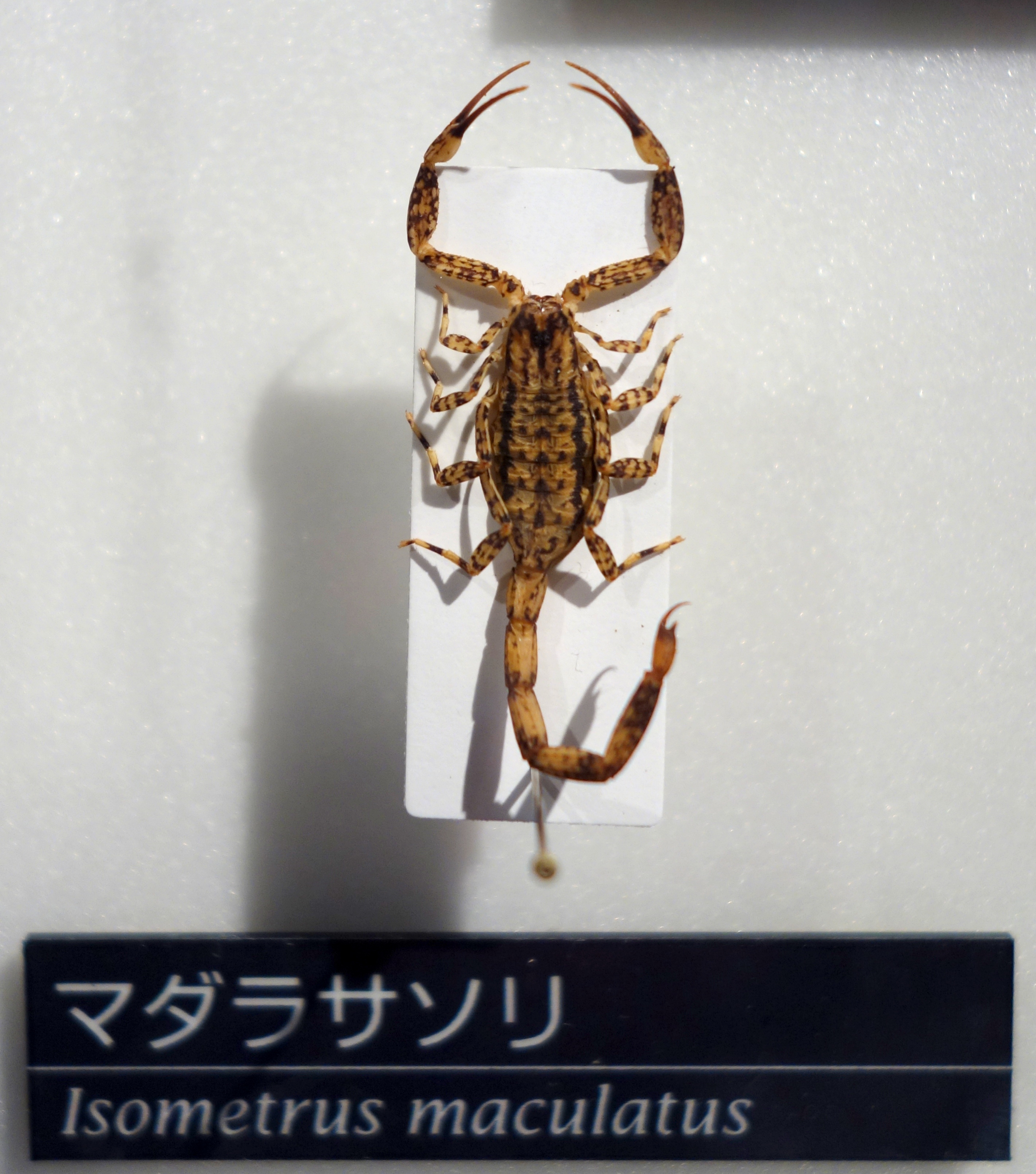
マダラサソリ

日本のサソリとしてはもう1種、マダラサソリがあり、先島諸島（宮古列島及び八重山列島）と小笠原諸島に分布する。しかし全体に細長く、鋏も長い上、体色が淡褐色にまだら模様なので、区別はたやすい。毒性はヤエヤマサソリよりは強いが、やはり大したことはないとされる。